# Gez Varley
Gerrard „Gez“ Varley ist ein britischer Techno-Musiker und -DJ, der in den 1990er Jahren als Mitglied der Band LFO bekannt wurde und später solo unter dem Pseudonym G-Man auftrat.

## Leben
Varley gründete 1990 gemeinsam mit Mark Bell, den er Mitte der 1980er Jahre in Leeds kennengelernt hatte, die Band LFO. Gleich mit der ersten selbstbetitelten Veröffentlichung „LFO“ gelang ihnen ein Clubhit, in dessen Folge sie von Warp Records unter Vertrag genommen wurden. Die kurze Zeit später veröffentlichte Single verkaufte sich über 130.000 mal und erreichte auf Anhieb Platz 12 der britischen Charts.
Mitte der 1990er Jahre widmete sich Varley verstärkt seinen Solo-Produktionen. Sein erstes Solo-Album Kushti erschien 1996 unter dem Pseudonym G-Man. Im gleichen Jahr verließ Varley endgültig LFO. Es folgten Veröffentlichungen auf seinem eigenen Label G Records sowie den deutschen Labels Studio K7 und Force Inc. Music Works.
1999 zog Varley nach Wiesbaden. Im Jahr 2000 gründete er gemeinsam mit seiner Freundin das Label GMR Records.

## Diskografie (Auswahl)
Für Veröffentlichungen als LFO siehe LFO (Band).

### Alben
- 1996: G-Man – Kushti (Swim ~)
- 1998: Gez Varley – Gez Varley presents Tony Montana (Studio K7)
- 1999: G-Man – Beautiful (i220)
- 2001: Gez Varley – Bayou Paradis (Force Inc. Music Works)
- 2002: G-Man – Avanti (Force Inc. Music Works)
- 2002: David Morley / Nodern / Gez Varley – Personal Settings 2 (Quatermass)
- 2007: G-Man Aka Gez Varley – La Collection (GMR Records)

### Singles und EPs
- 1995: G-Man – G-Man (Swim ~)
- 1996: G-Man – G-Man II (Swim ~)
- 1997: Gez Varley – Gez Varley presents Tony Montana (Studio K7)
- 1998: G-Man – IV (G Records)
- 1999: G-Man – Quo Vadis / El Jem (i220)
- 1999: G-Man – Beautiful (i220)
- 1999: G. Varley – G6 & 7 (Overdrive)
- 2000: G-Man – Spik (i220)
- 2000: G-Man – Knight Trax Volume One (G-Man Records)
- 2000: Gez Varley – Free Fall (Episode)
- 2001: G-Man – Knight Trax Volume Two (G-Man Records)
- 2001: Gez Varley – Violator (Force Inc. Music Works)
- 2002: G-Man – Avanti (Force Inc. Music Works)
- 2005: G-Man – Graphite (Defrag Sound Processing)
- 2006: G-Man – Quo Vadis (Remixes) (i220)
- 2006: G-Man – The Way You Move (Wir)
- 2006: Gez Varley – Shon EP (Keys Of Life)
- 2007: G-Man – Quo Vadis (Styrax Leaves)
- 2008: Gez Varley – G 11 (Persistencebit Records)
- 2009: Gez Varley – Jan Traxs (GMR Records)
- 2011: Pod / G-Man – Styrax Special (Styrax Records)
- 2011: G-Man & Nadja Lind – G-Catz EP (Lucidflow)
- 2011: Heckmann vs G-Man – Drive Inn EP (Acid Fuckers Unite)
- 2012: GMAN & MRI – Confusion EP (Resopal Schallware)
- 2012: G-Man + Rob Strobe – Acrophobia EP (Sonic Groove)